# Scatopsciara quadrispina
Scatopsciara quadrispina är en tvåvingeart som först beskrevs av Werner Mohrig och Nina Krivosheina 1982.  Scatopsciara quadrispina ingår i släktet Scatopsciara och familjen sorgmyggor. Inga underarter finns listade i Catalogue of Life.